# (9587) Bonpland
(9587) Bonpland est un astéroïde de la ceinture principale.

## Description
(9587) Bonpland est un astéroïde de la ceinture principale. Il fut découvert le 16 octobre 1990 à La Silla par Eric Walter Elst. Il présente une orbite caractérisée par un demi-grand axe de 2,58 UA, une excentricité de 0,16 et une inclinaison de 13,8° par rapport à l'écliptique.

## Compléments